# George Bourne
George Bourne (22 de marzo de 1998) es un deportista británico que compite en remo. Ganó una medalla de plata en el Campeonato Mundial de Remo de 2022, en la prueba de cuatro scull.

## Palmarés internacional
| Campeonato Mundial | Campeonato Mundial       | Campeonato Mundial | Campeonato Mundial |
| Año                | Lugar                    | Medalla            | Prueba             |
| ------------------ | ------------------------ | ------------------ | ------------------ |
| 2022               | Račice (República Checa) | Medalla de plata   | Cuatro scull       |